# Heinrich Viehoff

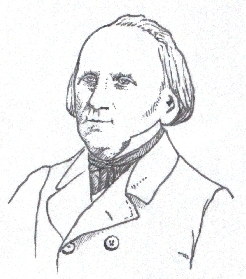
Heinrich Viehoff

Heinrich Viehoff (* 28. April 1804 in Büttgen; † 5. August 1886 in Trier) war ein deutscher Gymnasiallehrer.

## Leben
Viehoff war der Sohn des Hofbesitzers und Lehrers Heinrich Viehoff. Er war katholisch und mit Wilhelma geborene Gracher verheiratet.
Viehoff besuchte das Collegium in Neuss und das Gymnasium in Düsseldorf. Ab 1824 studierte er Philologie, Mathematik und Naturwissenschaften an der Universität Bonn, unter anderem bei August Wilhelm Schlegel. 1827 bestand er das Lehramtsexamen und absolvierte dann das Probejahr am Gymnasium in Düsseldorf. 1828 wurde er Lehrer am Progymnasium in Uerdingen und arbeitet dann als Erzieher in adligen Familien unter anderem beim Grafen von Westfalen. 1833 wurde er Gymnasiallehrer in Emmerich am Rhein, 1838 1. Lehrer, 1842 Oberlehrer und 1848 Professor an der städtischen Realschule Düsseldorf. 1850 wurde er Direktor der Realschule 1. Ordnung und der Provinzialgewerbeschule in Trier. 1875 trat er in den Ruhestand.
1843 gründete er das Archiv für den Unterricht im Deutschen in Gymnasien, Realschulen und höheren Lehranstalten, die erste Fachzeitschrift für den Deutschunterricht. Allerdings musste die Zeitschrift nach kurzer Zeit wieder eingestellt werden, da sich keine engagierten Mitstreiter fanden.
Dennoch blieb die Verbesserung des Literatur- und Sprachunterrichts eines seiner großen Anliegen. Zusammen mit seinem Kollegen Ludwig Herrig (1816–1889) gründete er deshalb 1846 das Archiv für das Studium der neueren Sprachen und Literaturen, um zukünftigen Lehrern ein Weiterbildungsorgan zur Verfügung zu stellen.
Darüber hinaus gehört Viehoff zu den Begründern einer neuen Goetheliteratur, deren Grundlage ein gründliches Studium der Goethebriefe war.
Ab 1849 gehörte er dem Gemeinderat der Stadt Düsseldorf an. 1850 war er Mitglied des Volkshauses des Erfurter Unionsparlaments.

## Veröffentlichungen
- Ueber die dichterische Darstellung der Charaktere, 1854 Digitalisat
- Der Alexandriner : mit besonderer Rücksicht auf seinen Gebrauch im Deutschen, 1859 Digitalisat
- Blüthenstrauß französischer Poesie, 1862 Digitalisat
- Des Decinus Magnus Antonius Mosella, 1871 Digitalisat
- Goethes Leben, Geistesentwicklung und Werke. 4. Auflage. Stuttgart 1877.
- als Übers.: Mosella. Trier 1895.